# Kitzmiller

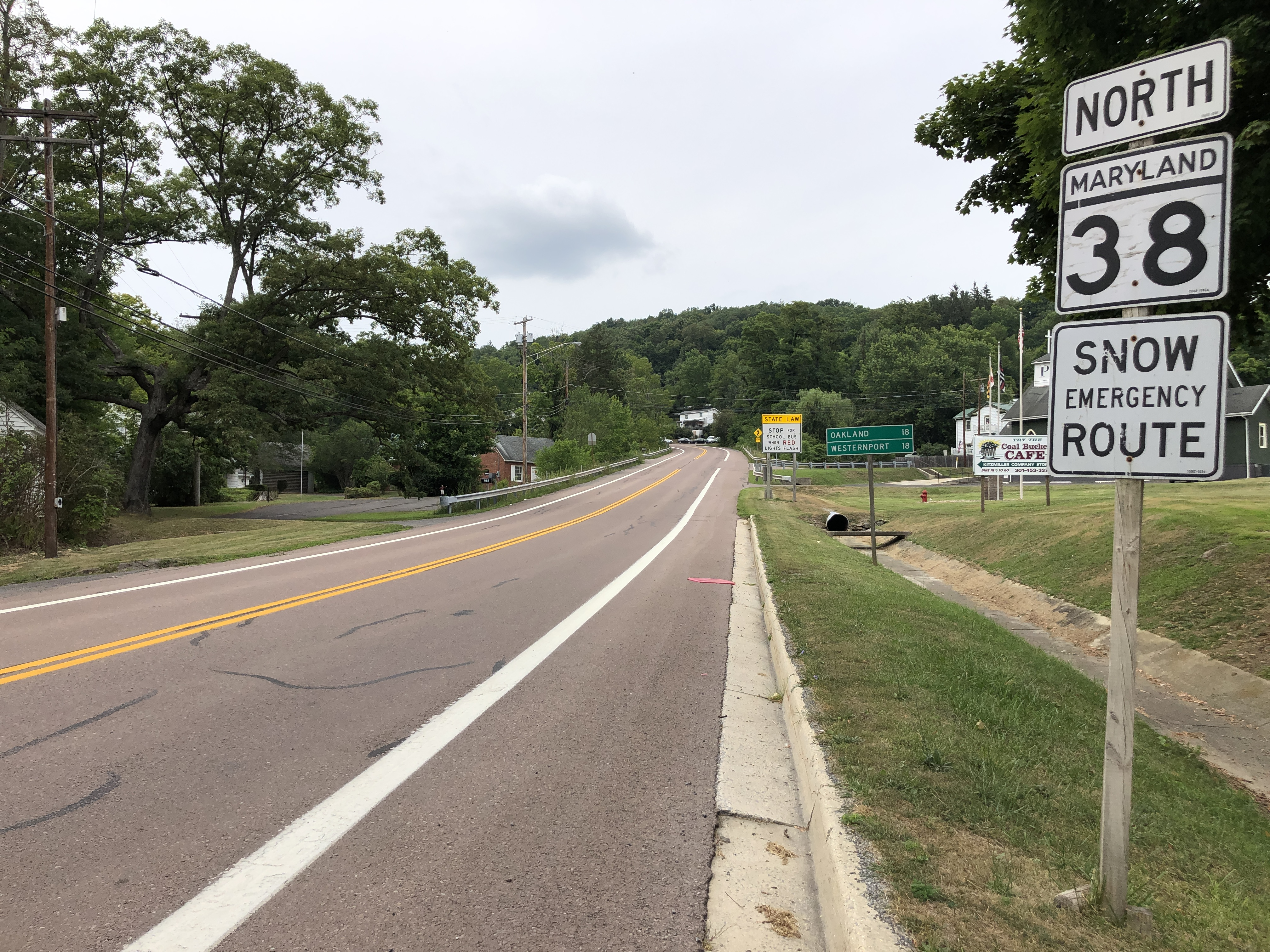
MD 38 en direction nord à Kitzmiller

La ville de Kitzmiller est située dans le comté de Garrett, dans l’État du Maryland, aux États-Unis. Sa population s’élevait à 321 habitants lors du recensement de 2010, estimée à 304 habitants en 2018.

## Source
- (en) Cet article est partiellement ou en totalité issu de l’article de Wikipédia en anglais intitulé « Kitzmiller, Maryland » (voir la liste des auteurs).